# Membres de la Société royale du Canada, par ordre alphabétique J
| Nom                   | Année | Occupation |
| --------------------- | ----- | ---------- |
| David M. Jackson      | 2005  |            |
| Richard Jackson       | 1994  |            |
| Cornelius Jaenen      | 1992  |            |
| Brian James           | 1982  |            |
| Michael James         | 1985  |            |
| Noel James            | 1989  |            |
| Ian Jarvie            | 1987  |            |
| David Jeffrey         | 1996  |            |
| David J. Jenkins (en) | 2003  |            |
| Harold Jennings       | 1999  |            |
| Jane Jenson           | 1989  |            |
| Manfred Jericho       | 1998  |            |
| Robert Jervis         | 1979  |            |
| Gyan Johari           | 1993  |            |
| Sajeev John           | 2002  |            |
| Andrew John Weaver    | 2001  |            |
| Martin Johns          | 1958  |            |
| Pierre Marc Johnson   | 1993  |            |
| Ralph Johnson         | 2003  |            |
| Alexandra Johnston    | 1997  |            |
| Rose Johnstone        | 1987  |            |
| Paul Jolicoeur        | 1989  |            |
| Pierre Jolicoeur      | 2004  |            |
| John Jonas            | 1990  |            |
| Alexander Jones       | 2000  |            |
| Christopher Jones     | 1987  |            |
| D Jones               | 1979  |            |
| David Jones (en)      | 1984  |            |
| John Jones            | 1985  |            |
| Melvill Jones         | 1979  |            |
| Vallance Jones        | 1965  |            |
| W Jones               | 1982  |            |
| André Joyal           | 1993  |            |
| Claude Julien         | 1996  |            |
| Pierre Juneau         | 1974  |            |
| Danielle Juteau       | 1996  |            |